# Melothria
Melothria ist eine Pflanzengattung innerhalb der Familie der Kürbisgewächse (Cucurbitaceae), die vorwiegend in den Tropen der Neuen Welt beheimatet ist.

## Merkmale
Die Vertreter sind kleine einjährige Kletterpflanzen. Sie sind einhäusig. Ein Vorblatt wird nicht gebildet, die Ranken sind einfach und kahl. Die Blätter sind einfach, ganz oder gelappt, die Nervatur ist handförmig. 
Die Blüten sind mit einem Durchmesser von fünf bis selten acht Millimeter klein und gelb. Die Kelchblätter sind sehr klein und schmal. Die Kronblätter sind frei, oval-elliptisch und in der Knospe valvat. Die Blütenröhre ist glockenförmig. 
Die männlichen Blütenstände sind schlanke gestielte Trauben mit engstehenden Blüten. Meist entspringt am gleichen Knoten wie der männliche Blütenstand eine weibliche Blüte. Hochblätter fehlen. Die männliche Blüte hat einen rund fünf Millimeter langen schlanken Stiel, der nicht abfällt. Die drei Staubblätter setzen rund ein Drittel unterhalb des Schlunds der Blütenröhre an. Die Staubfäden sind kürzer als die Antheren, schlank und setzen dorsifix nahe der Spitze an den Antheren an. Von den Antheren sind zwei bithekisch, eine unithekisch. Der Diskus in der männlichen Blüte ist annähernd kugelig. 

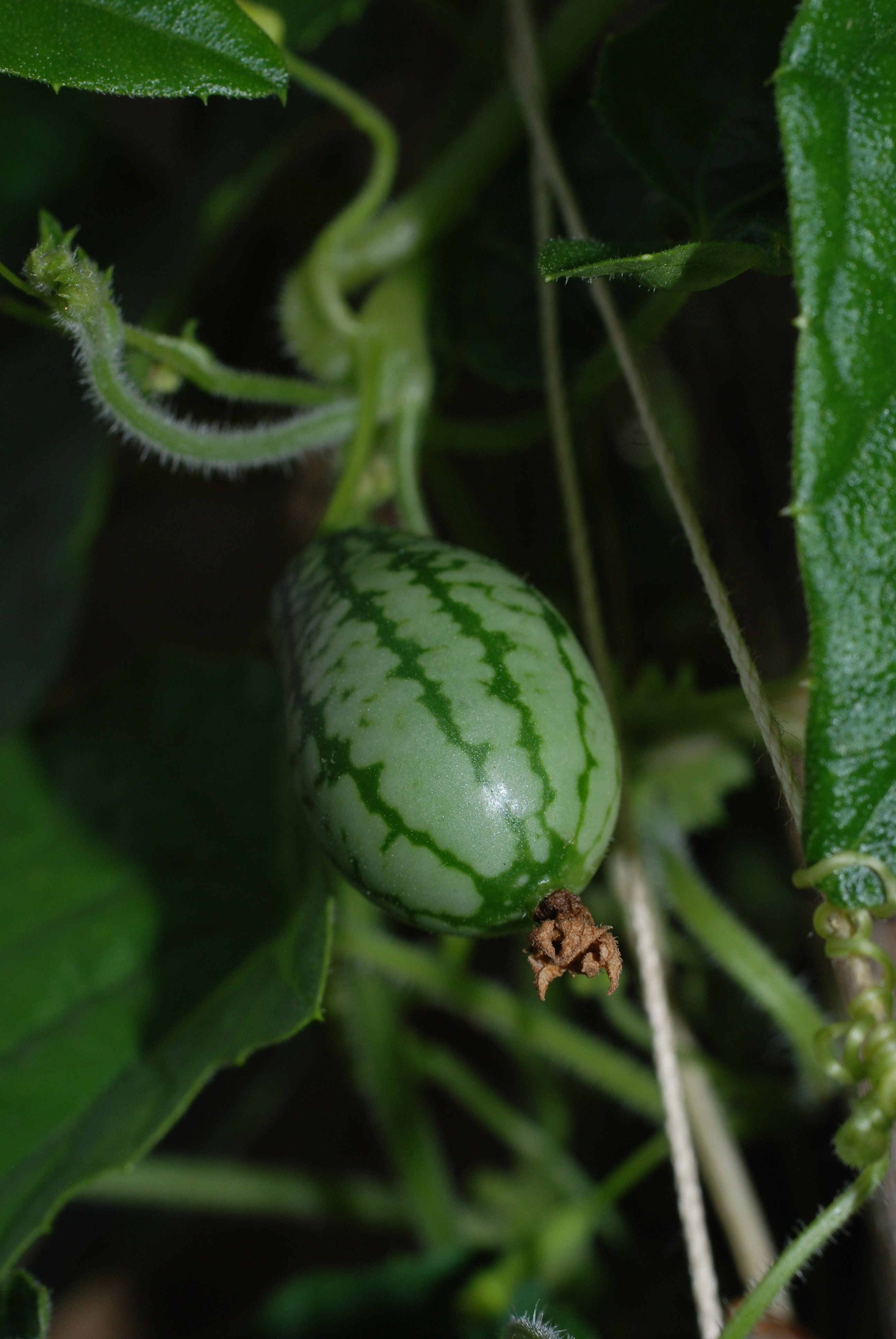
Frucht von Melothria scabra

Die weiblichen Blüten stehen einzeln oder gemeinsam mit einer männlichen Traube in den Blattachseln. Selten steht eine einzelne weibliche Blüte in einer ansonsten männlichen Blütentraube. Der Blütenstiel ist lang. Der Fruchtknoten ist schmal-eiförmig, mit einem schlanken Hals und kahl. Die Narbe besteht aus drei aufrechten, fleischigen, papillösen Narben. Die Staminodien sind sehr klein. Der Diskus ist ringförmig. Es werden zahlreiche Früchte (Beere) pro Pflanze gebildet, die an einem langen, schlanken Fruchtstiel stehen, von schmal-ellipsoider Form und ein bis 1,5 Zentimeter lang sind. Die vom Aussehen her an kleine Wassermelonen erinnernden Früchte, schmecken intensiv nach Gurke mit leicht säuerlichem Beigeschmack. Die zahlreichen Samen sind flach und oval-elliptisch.

## Verbreitung
Die Gattung ist im tropischen Zentral- und Südamerika beheimatet. Melothria pendula wurde in Asien eingebürgert und gilt dort als Unkraut.

## Systematik
Die Gattung Melothria wurde durch Carl von Linné aufgestellt.
Die Gattung wird innerhalb der Kürbisgewächse in die Unterfamilie Cucurbitoideae, Tribus Benincaseae, Subtribus Cucumerinae gestellt. Sie ist das Schwestertaxon der Gattung Posadaea. Zusammen mit Melancium bilden sie die basalste Klade innerhalb der Tribus Benincaseae.
Es gibt etwa zwölf Arten. Charles Jeffrey führt 1978 nur folgende Arten an:
- Melothria anatuyana Mart. Crov.: Sie wird von manchen Autoren auch als Apodanthera anatuyana (Mart. Crov.) Pozner zur Gattung Apodanthera gestellt.[5]
- Melothria candolleana Cogn.
- Melothria cucumis Veil.
- Melothria dulcis Wunderlin[3]: Sie kommt in Nicaragua, Panama, Ecuador, Peru und Brasilien vor.[5]
- Melothria domingensis Cogn.
- Melothria longituba C.Jeffrey
- Melothria pendula L.: Sie kommt ursprünglich in den Vereinigten Staaten, in Mexiko, Mittelamerika, auf den Inseln der Karibik und in Südamerika vor.[5]
- Melothria pringlei (S.Wats.) Mart. Crov.
- Melothria scabra Naudin[6] (= Melothria costensis C. Jeffrey bei Jeffrey)
- Melothria schulziana Mart. Crov.
- Melothria trilobata Cogn.: Sie kommt in Mexiko, Guatemala, Belize, Honduras, Panama, Kolumbien, Trinidad und Tobago, Suriname, Venezuela und in Brasilien vor.[5]
- Melothria warmingii Cogn.